# Georges Louis Marie Chauvel
Pour les articles homonymes, voir Chauvel.
Ne doit pas être confondu avec Marie Chauvel.
Georges Louis Marie Chauvel est un homme politique français, né le 20 mai 1902 à Quimper (Finistère) et mort le 16 décembre 1973 à Coulommiers (Seine-et-Marne).

## Biographie
Après de brillantes études de droit qui le conduisent jusqu'au doctorat, interrompues de 1920 à 1924 pour un service militaire dans les chars de combat, Georges Chauvel s'inscrit au barreau de Paris en 1929.
Il entame sa carrière politique par le biais des cabinets ministériels, avec une première mission au ministère du Commerce en 1930, puis au ministère des Finances l'année suivante.
Candidat "centriste" parachuté dans l'Oise aux législatives de 1932, il l'emporte de justesse (28 voix d'avance) contre le socialiste sortant Jules Uhry, et s'inscrit au groupe de la Gauche indépendante.
Mais son élection est contestée et, compte tenu d'irrégularités constatées sur place et malgré une bataille parlementaire assez vive, Georges Chauvel est invalidé.
Il se représente à l'élection partielle organisée en janvier 1933, mais il est battu par Jules Uhry et met fin à sa carrière politique (si l'on excepte un mandat de conseiller municipal de Combrit, dans le Finistère, acquis en 1953).
Pendant l'Occupation, Georges Chauvel fut avocat d'Édouard Daladier au procès de Riom, puis s'engagea dans la Résistance. Il fut d'ailleurs arrêté et interné à Fresnes par les Allemands en 1944.
Il décède le 16 décembre 1973 à Coulommiers (Seine-et-Marne). Il était le frère du diplomate et poète Jean Chauvel.

## Sources
- « Georges Louis Marie Chauvel », dans le Dictionnaire des parlementaires français (1889-1940), sous la direction de Jean Jolly, PUF, 1960 [détail de l’édition]